# 对雅虎的批评
雅虎（Yahoo!）是在美国及世界内享有盛名的跨国互联网公司，但从它创设以来，就在诸多决策和事件上备受争议，甚至遭受批评和炮轰。

## 付费收录争议
在2004年3月，雅虎推出付费收录计划（相当于百度的竞价排名），为商业机构提供在雅虎搜索引擎上被收录的位置。从初衷看来，这个计划是有利的，但是事实却让决策者讶然：一方面一些商业公司不愿意为雅虎搜索支付相关款项，另一方面很多用户也反对这种计划会让他们在搜索中得不到真实客观的数据。2006年10月，雅虎公司保证不再进行此计划，而转为为支付款项的商业机构收录他们的商品数据提供给搜索用户。

## 广告推送和间谍软件
雅虎被批评为一些广告和间谍软件提供发展便利。在雅虎搜索的搜索结果中往往会弹出广告窗口让用户下载和安装一些流氓软件以“保护计算机及其时钟的安全和提高计算机系统的性能”。这种结果往往会导致使用者的计算机受到间谍软件的监控和黑客的攻击的可能性增高。据一些雅虎公司销售部门的前雇员称，雅虎公司与广告代理商合作，雅虎收取风险资金以投放广告。

## 在中华人民共和国的业务
虽然在技术和经济上你（雅虎）是巨人，但在道德上你是侏儒。
 — 汤姆·兰托斯，众议院外交事务委员会主席，2007年
情况很复杂。
 — 雅虎法律总顾问马歇尔·卡拉哈姆到众议院外交事务委员会作证辩护词，2007年
雅虎与微软、思科、AOL、Skype以及北电网络等公司和中共当局达成协议，答应配合中国政府在中国大陆实施互联网审查。
和微软不一样，雅虎把和中国业务相关的数据存放在中国境内。雅虎曾表示，它无法做到保护中国用户的隐私和其他资料的安全性。
批评者认为，雅虎公司把利益置于原则之前。人权观察和无国界记者批评雅虎“具有讽刺意味的是，企业的存在取决于信息的自由和言论的表达所产生的作用，而（雅虎）却采取了审查。”

### 中国异议人士受牵连

#### 师涛
2005年9月无国界记者报道，2005年4月，中国记者师涛被长沙市中级人民法院判处有期徒刑10年，罪名是“非法向境外提供国家机密”。而所谓“秘密”则指的是《关于当前稳定工作的通知》，这份通知要求各媒体单位不得报道有关六四事件、法轮功和普通群众群体上访等内容。师涛透過他的个人雅虎电子邮件，把文件内容摘要写给海外的网站《民主通讯》发表。
中国方面向雅虎香港控股有限公司要求提供师涛的个人账户信息，由此得以确认发送电子邮件者的IP地址及身份。2004年11月24日，中国当局抓捕师涛。
2006年2月，雅虎总法律顾问向美国国会递交了一份声明，否认向中国当局提供资料。2006年4月，雅虎香港宣布着手调查个人资料的隐私。
2006年6月2日，记者国际联合会（National Union of Journalists）呼吁其成员联合抵制所有的雅虎服务，以抗议雅虎向中国当局提供个人资料的行为。
2007年7月，有新的证据披露，其中曝光了中国政府向雅虎香港发出的调查令，而在其中以“国家机密”为由向雅虎施压。调查令要求获得相关邮箱huoyan1989@yahoo.com.cn的所有对应IP地址、登录时间和其中从2004年2月22日以来所有邮件的信息。分析家的报告和人权组织认为，这个证据直接证明了此前雅虎在美国国会的作证是在欺骗国会议员。
雅虎在之后声称它必须尊重它的业务所在的国家的法律。

#### 李智
2006年2月，无国界记者公布相关的中国法院宣判文件，批评雅虎协助中国当局抓捕中国异议人士李智。李智在2003年12月被中国当地法院以“煽动颠覆国家政权罪”判处8年有期徒刑。

#### 王小寧
王小宁是一个来自中华人民共和国沈阳市的持不同政见者，曾出版“违禁书籍”而被北京当局查抄。
在2000年和2001年，王小寧在雅虎电子杂志上发文，要求民主改革和终结一党专制。他于2002年9月因雅虎提供信息给中国当局而被逮捕。2003年9月，王小寧因“煽动颠覆国家政权罪”被判处10年有期徒刑。
2007年4月18日，王小宁的妻子俞陵在旧金山联邦地方法庭对雅虎公司提起诉讼，状告该公司向北京当局提供他丈夫王小宁登记电子邮箱所使用的个人信息，从而导致王小宁被捕并被判刑。俞陵在劳改基金会的帮助下，控诉雅虎作为一个企业，做出了不负责任的行为。莫尔顿·斯克拉认为，雅虎有理由十分清楚，如果他们向中国当局提供这些人士的身份信息，他们将会被逮捕。
雅虎的此次决定被认为是雅虎协助中国政府以来让雅虎的服务能在中国大陆顺利运营的决策的一部分。因为雅虎之前曾在中国被屏蔽一段时间。正如华盛顿邮报和其他一些媒体的报道：
该诉讼称，2001年，王某利用雅虎的电子邮件帐户将一些匿名信件发送到其他邮箱。雅虎在来自中国政府的压力下，关停该帐户。而后王某再次建立一个新的雅虎帐户，再次发送匿名邮件；该诉讼称，雅虎在2002年9月向当局提供信息，使得当局得以确定账户使用者身份以及逮捕王某。而在起诉书中，检方则引用了中国法院对王小宁的判决书。
人权组织认为此次案件应以美国法律为基准，以惩罚在海外侵犯或协助侵犯人权的美国国内公司。而这些行为也是美国政府极力反对的。
2007年8月28日，世界人权组织起诉雅虎公司涉嫌通过提供个人账户信息（包括电子邮件和IP地址）给予中国政府，导致异议人士遭到逮捕。这起诉讼是由旧金山联邦地方法庭受理。雅虎宣称它支持隐私和自由表达，它会与其他科技公司合作解决人权问题。
2007年11月6日，美国国会的许多议员批评雅虎公司不公开充足的细节内容。而在去年即2006年，美国国会众议院外交事务委员会认为雅虎公司在这些事件上的作为是“不可原谅的过失”和“最可恶的欺骗行径”。

## 自建聊天室，新闻留言板和用户数据
由于媒体多次报导有关网络猎手（指在网上搜寻儿童作为虐待对象的人）的事件和缺乏充足的广告收入，雅虎推出的允许用户自建的聊天室于2005年6月被关闭。雅虎新闻留言板于2006年12月19日关闭，原因是白目现象太严重。此外，在2008年10月中旬，雅虎在没有预先通知和解释的情况下删除了数百万用户的所有信息。

## 图像搜索
2006年5月25日，一个声明公开批评了雅虎的图像搜索不健康，即使是安全搜索亦能搜寻出色情图片。这个情况是一位老师发现的。他当时在雅虎搜索中输入，可雅虎却给他显示出一些不良图片。雅虎在之后回应“雅虎已经意识到这个问题，并正在努力、尽快地解决这个问题”。

## 鱼翅相关争议
雅虎拥有阿里巴巴40%的股权，这被认为有利于鲨鱼衍生产品的销售。后来雅虎的高管被问及这个问题，他们回答“我们知道，鲨鱼产品的销售在亚洲是合法的，这也是一个古老的传统。这个问题在很大程度上其实是一种文化实践。”。

## 关闭雅虎地球村
地球村是一个十分受欢迎的网站托管服务，成立于1994年。在当时，它曾名列最热门网站的前三位。雅虎于1999年收购并将其命名为“雅虎地球村”。十年后即2009年，雅虎决定将其关闭，删除其中数以百万的页面。在2009年9月，即正式关闭的一个月前，雅虎收到了10477049个使用者的信函，对其关闭服务相当遗憾。

## 2010年雅虎群组改版
2010年雅虎宣布对旗下的群组功能进行改版，但这次改版受到了大多数用户的不满和指责。2010年9月29日，雅虎社区副总裁吉姆·斯托纳姆宣布，将会根据用户的反馈，撤回原有的改版方案。

## 2013年Flickr新功能争议
2013年5月20日，雅虎旗下的图像和视频存放网站Flickr推出了重新设计的布局和额外的功能，包括1TB免费存储容量、无缝相册、封面照片功能和新式Android应用程序等等。最新一次改版将分享功能放置在中心位置，并且去除了该服务顶部的雅虎工具条。图片之间不再有空隙，而是紧密连在一起，并且当把光标置于上面时会自动放大。新页面上的文字和按钮也大幅减少，只保留了一些浮动文本信息，并增加了评论内容。雅虎称此次的改动是一次“巨变”。然而许多网友批评此次改动，雅虎官方网站的帮助论坛在之后不久收到了数千条的负面评论。

## Yahoo!奇摩知識+改版争议
Yahoo!奇摩知識+在2013年9月初进行了大幅度改版。新版面被批评缺乏吸引力和美感。原有的界面配色由绿色改为紫色。

## 恶意软件攻击
2014年1月，荷兰信息安全公司Fox IT披露，一些恶意广告和软件通过雅虎散播，并攻击访问雅虎网站的用户的计算机。然而雅虎没有对受害用户提供任何补救措施。